# Зейська ГЕС
Зейська ГЕС — гідроелектростанція на річці Зеї. Розташована в Амурській області поблизу міста Зеї. Гребля на річці Зея створює Зейське водосховище. Перша велика гідроелектростанція на Далекому Сході Росії. Її будівництво почалося ще в 60-і роки XX століття. Перший агрегат став до ладу в листопаді 1975. Окрім виробництва електроенергії гідроелектростанція завдяки водосховищу запобігає руйнівним повеням, які раніше регулярно траплялися влітку на Зеї.

## ТТХ
На гідроелектростанції встановлено 6 гідроагрегатів загальною проектною потужністю 1 330 МВт. Проектний виробіток електроенергії 4,91 млрд кВт·год, реальний середньорічний 4,1 млрд кВт·год, за 2011 4,79 млрд кВт·год.
- Довжина греблі по гребеню — 714,2 метра
- Максимальна висота гребля — 115,5 метрів
- Мінімальний напір — 74,5 метра
- Розрахунковий напір — 78,5 метрів
- Максимальний напір — 98,3 метра
- Проектна витрата води — 2900 м³
- Максимальна витрата води через греблю — 11 104 м³
- Корисний об'єм водосховища — 32,26 км³
- Повний об'єм водосховища — 68,42 км³
- Площа водосховища — 2419 км²
- Довжина берегової лінії водосховища — 2100 км

На момент будівництво Зейська гідроелектростанція була новаторською та багато в чому унікальною спорудою. Наприклад тут вперше у світі використали потужні (220 МВт кожна) діагональні турбіни розташовані до валу не горизонтально, а під кутом 45 градусів, що дозволяє запускати машини при низьких рівнях води.
Оригінальною є конструкція греблі — вона не суцільна, а пола з контрофорсами. Пустоти потрібні для того, щоб забезпечити постійний температурний режим враховуючи значні перепади зовнішніх температур які в цій місцевості з різко континентальним кліматом можуть досягати 80 °C. Ця конструкція також допомогла зекономити будівельні матеріали — бетону витратили вдвоє менше ніж передбачалося за попереднім проектом. Але навіть так для спорудження греблі знадобилося 2067,1 тис. м³ бетону.